# Matthias Beck
Pour les articles homonymes, voir Beck.
Matthias Beck, né aux Pays-Bas et mort à Curaçao en 1668, est un administrateur militaire et colonial néerlandais, qui servit dans la Compagnie hollandaise des Indes occidentales au 17e siècle. En tant que militaire, il a participé à des batailles contre les Portugais à Rio Grande do Norte et Paraíba puis a dirigé les établissements néerlandais au Ceara (1649-1654) et à Curaçao (1659-1668), en laissant des récits de ses mandats.

## Biographie
En 1635, il quitta Amsterdam à bord du navire Land van Belofte (Terre Promise), avec pour destination le Brésil, où il arriva en 1636 puis vécut sur l'île côtière d'Itamaracá acquérant des plantations de manioc. Actif dans la vie politique, militaire et religieuse néerlandaise au Brésil, il devient membre du Conseil municipal et de la Chambre des Escabinos et un "elder", distinction de notabilité dans  l'Église protestante réformée.
Au Brésil, la situation des Hollandais s'aggrava au fil des années et avec des défaites lors des batailles des Guararapes, en 1648 et 1649, mais la Compagnie néerlandaise des Indes occidentales resta déterminée à exécuter le plan de découverte de minerai d'argent à l'intérieur des terres brésiliennes, déjà cartographié par l'ancien gouverneur de Paraíba, Herckmans, et d'autres explorateurs tels que Astetten et Schout Hoeck. 
Nouveau dirigeant pour cette entreprise, Gisbert de With, chef du Conseil de justice du Brésil néerlandais à Recife, fut désigné au début de 1649. Mais le 1er mars 1649, après sa démission, c'est un autre notable de Recife, Matthias Beck qui est à son tour choisi pour l'expédition au Ceará
Parti de Recife le 20 mars 1649, avec une flotte de cinq navires, Matias Beck accoste à Mucuripe le 3 avril de la même année. Le 1er avril, ils traverse le fleuve Jaguaribe et le lendemain atteignit la pointe d' Iguape. À l'aube du 3 avril, la flotte part pour Mucuripe, qui est atteinte à midi.
Cette recherche des mines d'argent suggérées par Martim Soares Moreno a été accélérée. Les plantations de manioc et de maïs se sont étendues entre les terres de la Serra da Aratanha et de la Serra de Maranguape, qui avaient été mentionnées par Guerreiro Branco. Matias Beck pratiqua une diplomatie avec les indigènes, afin de parvenir à une trêve dans les conflits entre les ethnies Tupi et Tapuia.
Il exerça les fonctions d'administrateur néerlandais du Ceará jusqu'au 1er mai 1654, date à laquelle il accepta la capitulation néerlandaise face aux Portugais signée au Camp de Taborda, à Recife, le traité de Taborda, qui confirme Álvaro de Azevedo Barreto comme nouveau gouverneur du Ceara.
Le 20 mai 1654, le capitaine portugais Alvaro de Azevedo Barreto, succède à Joris Garstman et Mathias Beck.  
Le 20 juin 1654, Matias Beck et son entourage sont les derniers Néerlandais à quitter le sol brésilien en direction de l'île de la Barbade. S'y installant, il y rencontre en 1655 Peter Stuyvesant, gouverneur hollandais de New York, qui le remarque. 
En 1655, il est arrivé à Curaçao, où il deviendra gouverneur entre 1659 et 1668. À Curaçao, en tant que gouverneur, Beck accorda certains privilèges aux Juifs qui y étaient établis, notamment le droit de posséder des chevaux , des terres et l'autorisation d'acquérir des esclaves pour les plantations.